# Václav Špirhanzl
Václav Špirhanzl (27. září 1857 Písek – 7. srpna 1936 Písek) byl rakouský a český stavební podnikatel a politik, na počátku 20. století poslanec Českého zemského sněmu a starosta Písku.

## Biografie
Profesně byl stavební podnikatel. V letech 1907–1919 byl starostou města Písek. Zastával též funkci starosty píseckého Sokola a předsedal místnímu odboru Národní jednoty pošumavské. Byl rovněž předsedou výboru městské spořitelny a představenstva Občanské záložny.
Na počátku století se zapojil i do zemské politiky. V volbách v roce 1908 byl zvolen do Českého zemského sněmu v kurii městské, obvod Písek. Politicky se uvádí coby kandidát spojených českých státoprávních stran (Česká strana státoprávně pokroková, vzniklá roku 1908). Kvůli obstrukcím se ovšem sněm ve svém plénu po roce 1908 fakticky nescházel. Špirhanzl se před rokem 1909 vzdal poslaneckého mandátu a na sněmu ho po doplňovací volbě nahradil Karel Sokol.
14. října 1918 se jako starosta Písku účastnil předčasného vyhlášení samostatné Československé republiky z balkonu radnice a nechal vyvěsit bíločervené prapory.
Jeho firma prováděla stavební práce na městské elektrárně, přestavbu domu Na Ptáčkově a zbudovala novorenesanční dům U Ježka. Stavebním podnikatelem byl i jeho syn Jiří Špirhanzl.

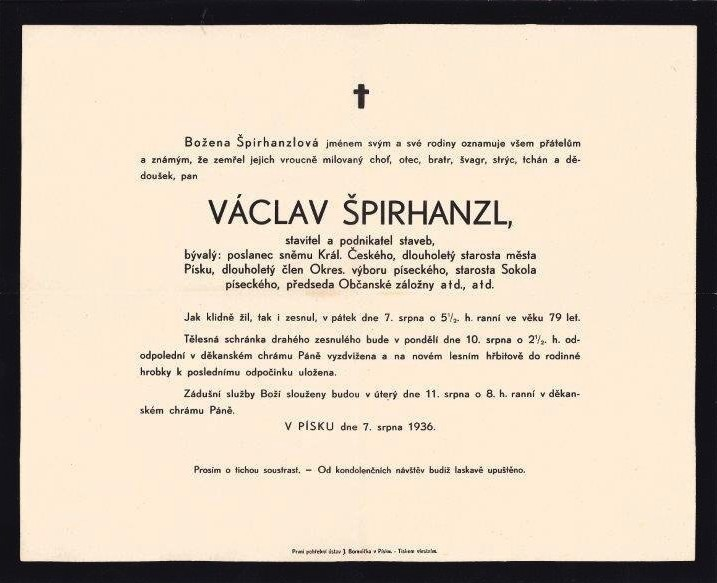
úmrtní oznámení o smrti V.Špirhanzla, †1936 v Písku

Byl osobním přítelem politika Antonína Kaliny. Za první světové války coby starosta města prokázal cenné služby odboji. Po vzniku Československa přešel po sloučení své strany do České státoprávní demokracie, později Československé národní demokracie, kde byl loajální vůči vedení Karla Kramáře.
Zemřel v srpnu 1936.